# غرايم مونتغومري
غرايم مونتغومري (بالإنجليزية: Graeme Montgomery)‏ (3 مارس 1988 بمنطقة أنفيلد في المملكة المتحدة - ) هو لاعب كرة قدم بريطاني في مركز الوسط. لعب مع بوريهام وود إف سي ونيوبورت كونتي وهايز وييدينغ يونايتد ‏ وEastleigh F.C. ‏ وسانت ألبانز سيتي ونادي ألدرشوت تاون وداغنهام وريدبريدج ونادي ويلدستون لكرة القدم.

## وصلات خارجية
- غرايم مونتغومري على موقع قاعدة بيانات كرة القدم.إي يو (الإنجليزية)
- غرايم مونتغومري على موقع Soccerbase.com (لاعب) (الإنجليزية)
- غرايم مونتغومري على موقع Soccerway.com (الإنجليزية)